# Atarashii Gakko!
Le Atarashii Gakko!, conosciute anche come Atarashii Gakkou no Leaders (新しい学校のリーダーズ?, Atarashī gakkō no rīdāzu) sono un gruppo musicale giapponese di idol femminile creato nel 2015 dalla compagnia Asobisystem.
Basandosi sul concetto centrato sul «distinguersi con individualità e libertà dalla società intollerante in cui solo le persone modello sono apprezzate», il gruppo è noto di esibirsi con delle divise scolastiche durante i loro concerti.

## Storia
Nonostante il gruppo sia stato creato nel 2015 dalla compagnia giapponese Asobisystem, il gruppo idol ha iniziato la sua attività musicale solo due anni dopo. Il 7 giugno 2017 viene pubblicato il singolo di debutto Dokubana, sotto l'etichetta Victor Entertainment, che ha raggiunto la 85ª posizione della classifica Oricon.
Nel 2018 viene pubblicato l'album di debutto Maenarawanai, seguito da Wakage Gaitaru pubblicato l'anno successivo, entrambi gli album sono entrati nella classifiche nazionali.
Nel 2020 viene pubblicato il singolo Otonablue, che inizialmente ha ricevuto poca attenzione da parte dei media, ma è successivamente diventato un successo virale su varie piattaforme social come TikTok nel 2023. A causa del sorprendente successo della canzone, nel marzo 2023 è stato prodotto e pubblicato un video musicale, che ha ricevuto più di 30 milioni di visualizzazioni su YouTube.
Nel 2021 il gruppo firma un contratto con l'etichetta statunitense 88rising, con la quale hanno pubblicato il singolo Nainainai, il primo ad essere rilasciato su scala mondiale. Nello stesso anno è seguita l'uscita del primo extended play Snacktime, pubblicato nel mese di novembre.
Nell'estate del 2022 partecipano al programma dell'emittente giapponese NHK Songs of Tokyo, insieme al gruppo musicale giapponese Nemophila, mentre nell'ottobre dello stesso anno hanno preso parte all'omonimo festival musicale, sempre organizzato da NHK.
Nel 2023, sulla scia del loro primo concerto negli Stati Uniti d'America, il gruppo pubblica due EP (Ichijikikoku e Maningen). Nello stesso anno le Atarashii Gakko! continuano a esibirsi nei principali festival musicali internazionali come il Head in the Clouds Festival di New York, nonché un'esibizione presso il Singapore Street Circuit in occasione del Gran Premio di Singapore 2023. Nel novembre 2023, il gruppo ha intrapreso il suo primo tour internazionale, tenendo concerti in America del Nord (Messico e Canada) per poi proseguire in Thailandia e Hong Kong nel mese di dicembre.

## Stile musicale
Lo stile musicale delle Atarashii Gakko! è principalmente caratterizzato da uno stile J-pop, integrando all'interno della loro musica altri generi musicali che passano dall'hip hop e al jazz fino al punk.

## Formazione
- Mizyu [ミズユ] (Tokyo, 22 dicembre 1998)
- Rin [リン] (Saitama, 11 settembre 2001)
- Suzuka [スズカ] (Osaka, 29 novembre 2001)
- Kanon [カノン] (Gunma, 18 gennaio 2002)

## Discografia

### Album in studio
- 2018 – Maenarawanai [マエナラワナイ]
- 2019 – Wakage Gaitaru [若気ガイタル]
- 2024 – AG! Calling

### EP
- 2021 – Snacktime
- 2023 – Ichijikikoku [一時帰国]
- 2023 – Maningen [マ人間]

### Singoli
- 2017 – Gakkou Ikeya [学校行けやあ゛]
- 2017 – Dokubana [毒花]
- 2017 – Kimiwaina'17 [キミワイナ'17]
- 2018 – Koi no Shadanki [恋の遮断機] (feat. H Zettrio)
- 2018 – Saishujinrui [最終人類]
- 2018 – Ookami no Uta [狼の詩]
- 2018 – Mayoeba Totoshi [迷えば尊し]
- 2019 – Koi Geba [恋ゲバ]
- 2020 – Otonablue [オトナブルー]
- 2020 – Que Sera Sera [ケセラセラ]
- 2020 – Koibumi [恋文]
- 2021 – Nainainai
- 2021 – Freaks (con Warren Hue)
- 2021 – Pineapple Kryptonite
- 2022 – Woo! Go!
- 2022 – Baby (con Seiho)
- 2022 – Hanako
- 2023 – The Edge
- 2023 – Janaindayo [じゃないんだよ]
- 2023 – Maningen [マ人間]
- 2023 – Tokyo Calling
- 2024 – Toryanse [とおりゃんせ]
- 2024 – Hello
- 2024 – Ghostbusters: Frozen Summer
- 2024 – Change

## Filmografia

### Cinema
- Baby Assassins 2 Babies, regia di Yugo Sakamoto (2023)

### Televisione
- Joshu Seven, serie TV, 1 episodio (TV Asahi, 2017)
- Break!, programma TV, (NHK Educational TV, 2018-presente)
- Kannai Devil, serie TV, (TVK, 2018-19)
- Atarashii Gakkou no Leaders no Kagai Jugyou, programma TV, (TV Asahi, 2023-presente)

### Doppiaggio
- Personaggi vari in SNS Police, serie TV, 4 episodi